# Helophilus

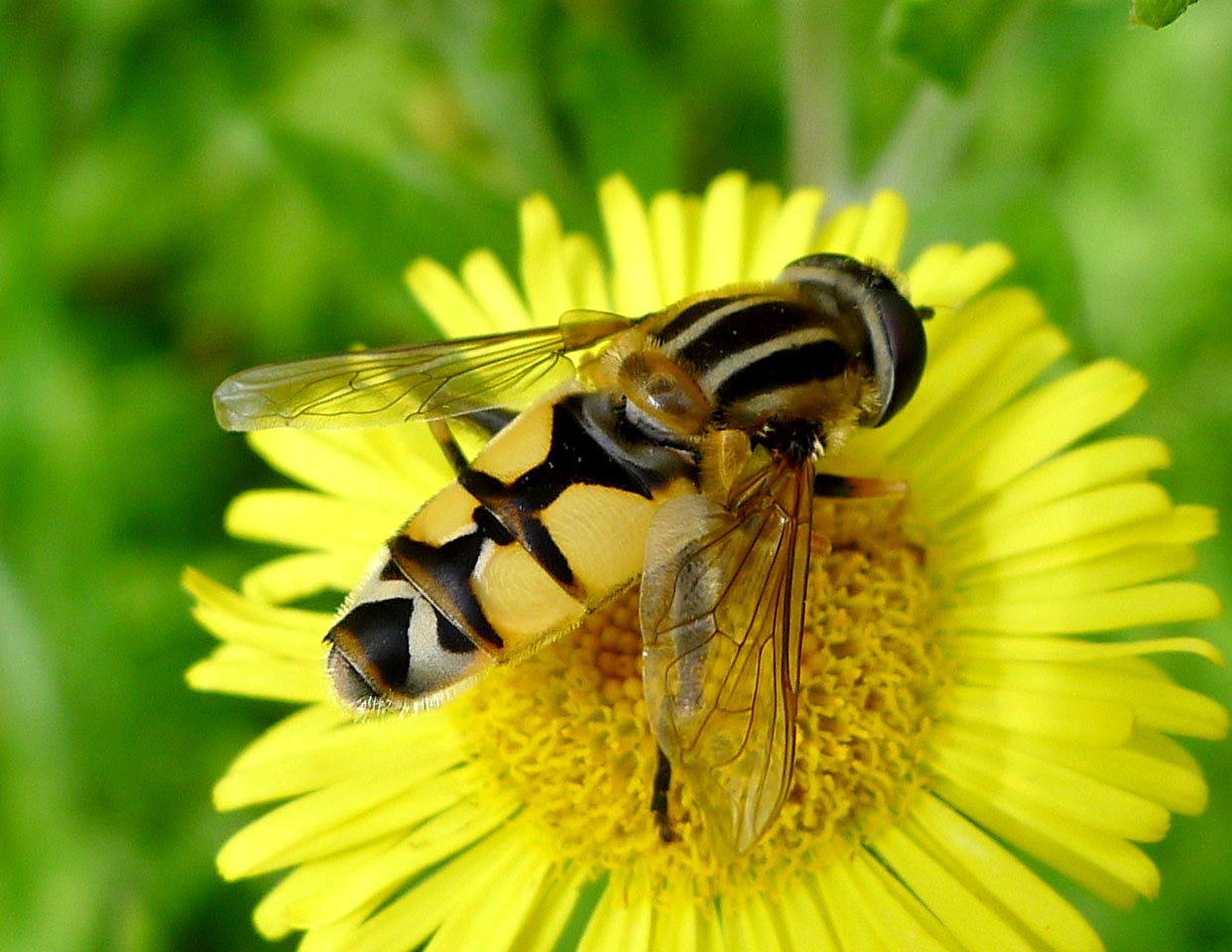
Helophilus trivittatus.

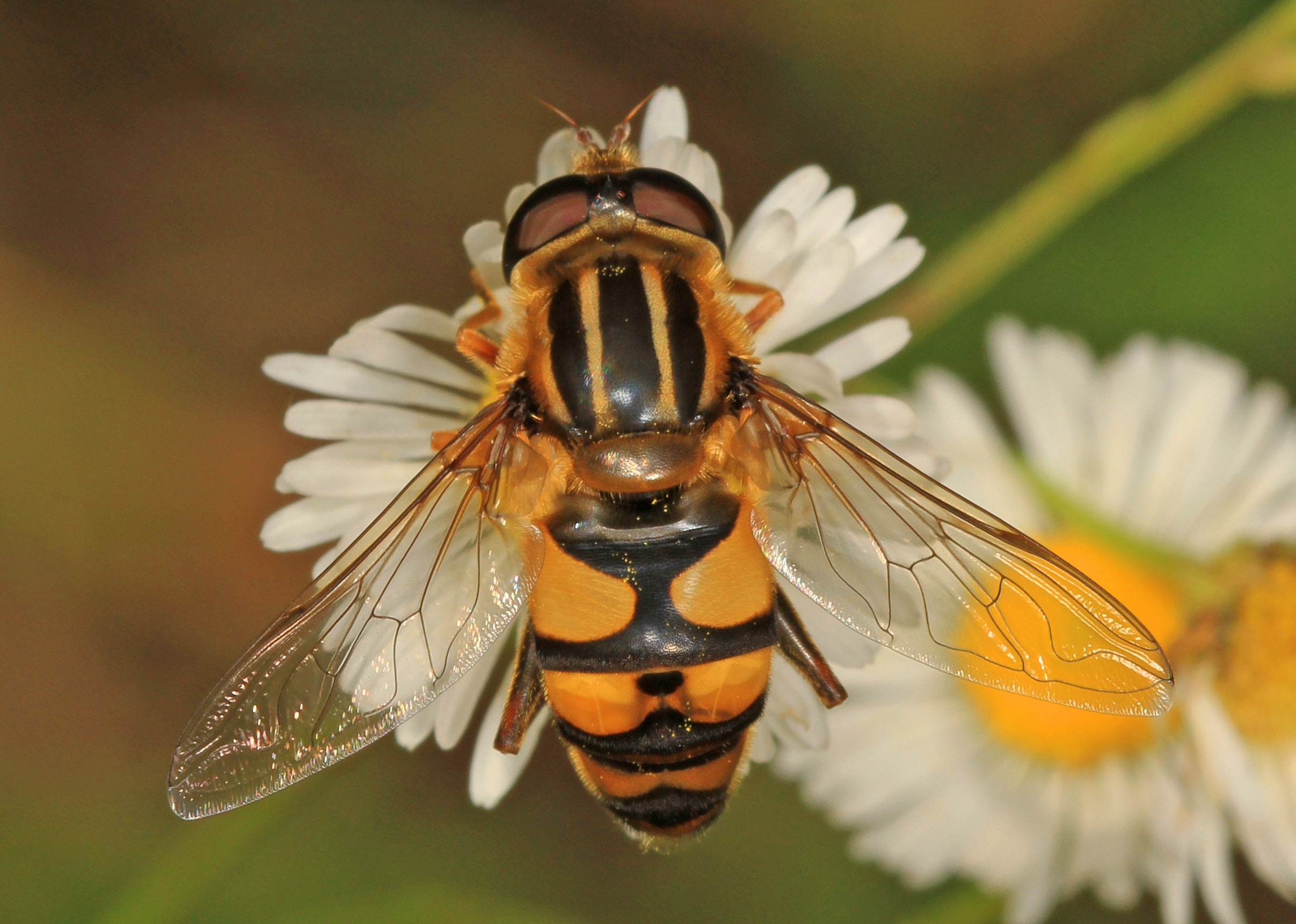
Helophilus fasciatus

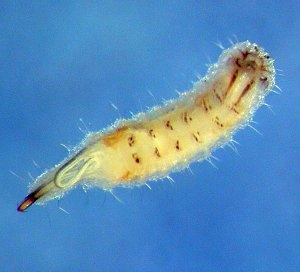
Helophilus pendulus, larva

Las moscas Helophilus son un género diverso de moscas de tamaño moderado a grande de la familia Syrphidae. Mimetizan a las abejas. Las larvas se alimentan filtrando partículas de aguas ricas en materia orgánica. Todos los adultos de este género tienen líneas longitudinales en el dorso del tórax. El abdomen tiene líneas transversales.

## Especies
Subgénero: Helophilus
- Helophilus affinis Wahlberg, 1844
- Helophilus bilinearis Williston, 1887
- Helophilus borealis Staeger, 1845[3]
- Helophilus bottnicus Wahlberg, 1844
- Helophilus celeber Osten Sacken, 1882
- Helophilus consimilis Malm, 1863
- Helophilus continuus Loew, 1854
- Helophilus contractus (Claussen & Pedersen, 1980)
- Helophilus distinctus Williston, 1887
- Helophilus divisus Loew, 1863
- Helophilus fasciatus Walker, 1849
- Helophilus frutetorum (Fabricius, 1775)
- Helophilus groenlandicus (Fabricius, 1780)
- Helophilus hybridus Loew, 1846
- Helophilus insignis Violovitsh, 1979[3]
- Helophilus intentus Curran and Fluke, 1922
- Helophilus interpunctus (Harris, 1776)
- Helophilus kurentzovi (Violovitsh, 1960)
- Helophilus laetus Loew, 1863
- Helophilus lapponicus Wahlberg, 1844
- Helophilus latifrons Loew, 1863
- Helophilus lineatus (Fabricius, 1787)
- Helophilus lunulatus Meigen, 1822
- Helophilus neoaffinis Fluke, 1949
- Helophilus obscurus Loew, 1863
- Helophilus obsoletus Loew, 1863
- Helophilus oxycanus (Walker, 1852)
- Helophilus parallelus (Harris, 1776)
- Helophilus pendulus (Linnaeus, 1758)
- Helophilus perfidiosus (Hunter, 1897)
- Helophilus pilosus Hunter, 1897
- Helophilus relictus (Curran & Fluke, 1926)
- Helophilus rex (Curran & Fluke, 1926)
- Helophilus sapporensis Matsumura, 1911
- Helophilus sibiricus Smirnov, 1923[3]
- Helophilus stipatus Walker, 1849
- Helophilus transfugus (Linnaeus, 1758)
- Helophilus trivittatus (Fabricius, 1805)
- Helophilus turanicus Smirnov, 1923[3]
- Helophilus versicolor (Fabricius, 1794)
- Helophilus virgatus Coquillett, 1898

Subgénero: Pilinasica
- Helophilus antipodus Schiner, 1868
- Helophilus campbelli (Miller, 1921)
- Helophilus campbellicus Hutton, 1902
- Helophilus cargilli Miller, 1911
- Helophilus chathamensis Hutton, 1901
- Helophilus cingulatus Fabricius, 1775
- Helophilus hectori Miller, 1924
- Helophilus hochstetteri Nowicki, 1875
- Helophilus ineptus Walker, 1849
- Helophilus montanus (Miller, 1921)
- Helophilus seelandicus Gmelin, 1790
- Helophilus taruensis Miller, 1924